# 本蓮沼駅

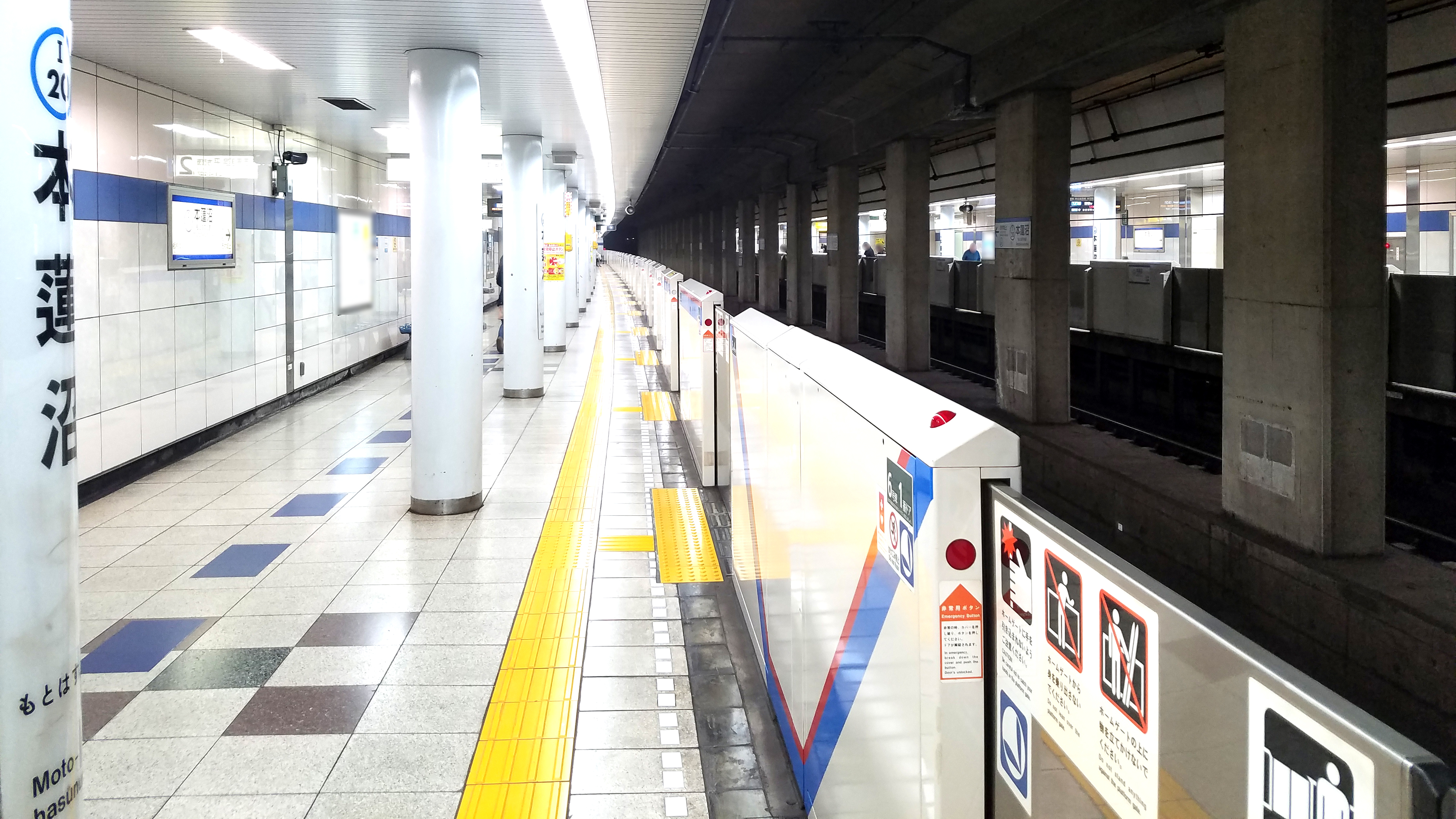
ホーム（2019年12月）

本蓮沼駅（もとはすぬまえき）は、東京都板橋区蓮沼町にある、東京都交通局（都営地下鉄）三田線の駅である。駅番号はI 20。

## 年表
- 1968年（昭和43年）12月27日：都営地下鉄6号線開業に伴い開業。
- 1978年（昭和53年）7月1日：6号線を三田線に改称[2]。
- 2003年（平成15年）3月1日：業務委託化。
- 2007年（平成19年）3月18日：ICカード「PASMO」の利用が可能となる[3]。
- 2010年（平成22年）4月1日：A4出入口及びいずみ公園方面改札口が供用開始[4]。
- 2013年（平成25年）6月1日：再直営化。

## 駅構造
相対式ホーム2面2線の地下駅。西高島平方に非常用の片渡り線がある。
計画段階での仮称は蓮沼駅だったが、乗り入れ予定であった東急池上線に蓮沼駅（大田区）があったため採用されず、1961年までの駅所在地における地名であった志村本蓮沼町より名前を採った。
かつては定期券売り場を併設していたが、2008年5月31日で営業を終了したため、現在は自動券売機で発売している。また、現在防災改良工事と合わせて地下連絡通路が改札外から改札内へ移設されている。また、地上区間で風や雪など規制がかかった場合、隣の志村坂上駅には折り返し設備がないため、当駅で折り返し運転されることもある。

### のりば
| 番線 | 路線       | 行先              |
| ---- | ---------- | ----------------- |
| 1    | 都営三田線 | 目黒・ 東急線方面 |
| 2    | 都営三田線 | 西高島平方面      |

（出典：都営地下鉄:駅構内図）

## 利用状況
2023年（令和5年）度の1日平均乗降人員は23,943人（乗車人員：12,114人、降車人員：11,829人）である。
近年の1日平均乗降・乗車人員の推移は下表の通り。

### 平成
| 年度               | 1日平均 乗降人員 | 1日平均 乗車人員 | 出典     |
| ------------------ | ---------------- | ---------------- | -------- |
| 1990年（平成02年） |                  | 9,962            | [ * 1 ]  |
| 1991年（平成03年） |                  | 10,098           | [ * 2 ]  |
| 1992年（平成04年） |                  | 10,167           | [ * 3 ]  |
| 1993年（平成05年） |                  | 9,877            | [ * 4 ]  |
| 1994年（平成06年） |                  | 9,789            | [ * 5 ]  |
| 1995年（平成07年） |                  | 9,374            | [ * 6 ]  |
| 1996年（平成08年） |                  | 9,066            | [ * 7 ]  |
| 1997年（平成09年） |                  | 8,893            | [ * 8 ]  |
| 1998年（平成10年） |                  | 8,888            | [ * 9 ]  |
| 1999年（平成11年） |                  | 8,664            | [ * 10 ] |
| 2000年（平成12年） |                  | 8,581            | [ * 11 ] |
| 2001年（平成13年） |                  | 8,729            | [ * 12 ] |
| 2002年（平成14年） |                  | 8,923            | [ * 13 ] |
| 2003年（平成15年） | 18,047           | 9,270            | [ * 14 ] |
| 2004年（平成16年） | 18,429           | 9,460            | [ * 15 ] |
| 2005年（平成17年） | 18,679           | 9,605            | [ * 16 ] |
| 2006年（平成18年） | 19,375           | 9,945            | [ * 17 ] |
| 2007年（平成19年） | 20,083           | 10,268           | [ * 18 ] |
| 2008年（平成20年） | 20,223           | 10,338           | [ * 19 ] |
| 2009年（平成21年） | 20,308           | 10,351           | [ * 20 ] |
| 2010年（平成22年） | 20,552           | 10,460           | [ * 21 ] |
| 2011年（平成23年） | 20,068           | 10,241           | [ * 22 ] |
| 2012年（平成24年） | 20,675           | 10,475           | [ * 23 ] |
| 2013年（平成25年） | 21,599           | 10,962           | [ * 24 ] |
| 2014年（平成26年） | 22,179           | 11,234           | [ * 25 ] |
| 2015年（平成27年） | 22,659           | 11,462           | [ * 26 ] |
| 2016年（平成28年） | 23,569           | 11,927           | [ * 27 ] |
| 2017年（平成29年） | 24,960           | 12,631           | [ * 28 ] |
| 2018年（平成30年） | 25,738           | 13,019           | [ * 29 ] |

### 令和
| 年度               | 1日平均 乗降人員 | 1日平均 乗車人員 | 出典     | 出典       |
| 年度               | 1日平均 乗降人員 | 1日平均 乗車人員 | 東京都   | 交通局     |
| ------------------ | ---------------- | ---------------- | -------- | ---------- |
| 2019年（令和元年） | 26,019           | 13,167           | [ * 30 ] | [ 都交 2 ] |
| 2020年（令和02年） | 19,518           | 9,883            |          | [ 都交 3 ] |
| 2021年（令和03年） | 20,520           | 0,403            |          | [ 都交 4 ] |
| 2022年（令和04年） | 22,378           | 11,343           |          | [ 都交 5 ] |
| 2023年（令和05年） | 23,943           | 12,114           |          | [ 都交 1 ] |

## 駅周辺
- 国立西が丘サッカー場
- 国立スポーツ科学センター
- ナショナルトレーニングセンター
- 東京都立赤羽北桜高等学校
- 板橋区立志村第一中学校
- 東武ストア 本蓮沼駅前店

## バス路線
最寄りの停留所は「本蓮沼駅」である（2011年までは都電志村線の停留所名を受け継ぐ「蓮沼町」であった。）。国際興業バスによる以下の路線が発着する。
- 池20 - 池袋駅西口 / 高島平操車場
- 池20-2 - 高島平操車場
- 池21：池袋駅西口 / 高島平駅
- 赤51 - 赤羽駅西口 / 池袋駅東口
- 赤97 - 赤羽車庫 / 池袋駅東口
- 赤52-2 - 赤羽駅西口
- 赤57 - 赤羽駅西口 / 日大病院

## 隣の駅
東京都交通局（都営地下鉄）
 都営三田線
板橋本町駅 (I 19) - 本蓮沼駅 (I 20) - 志村坂上駅 (I 21)